# Morawiany
Morawiany – wieś w Polsce położona w województwie świętokrzyskim, w powiecie kazimierskim, w gminie Bejsce.
W latach 1975–1998 miejscowość administracyjnie należała do województwa kieleckiego

## Części wsi
| SIMC    | Nazwa     | Rodzaj    |
| ------- | --------- | --------- |
| 0227229 | Jeziory   | część wsi |
| 0227235 | Kamień    | część wsi |
| 0227241 | Nowa Wieś | część wsi |

## Historia
W wieku XIX Morawiany były wsią z folwarkiem w powiecie pińczowskim, gminie i parafii Bejsce, odległy 28 wiorst od Pińczowa.

W 1827 r. było tu 36 domów, 243 mieszkańców.

Folwark Morawiany rozległy na mórg 362 w tym: grunty orne i ogrody 270 mórg, łąk mórg 80, nieużytki i place mórg 12. Budowli z drzewa 6, płodozmian 8. polowy. W okolicy były pokłady torfu.
Folwark ten w roku 1880 oddzielony został od dóbr Bejsce.
Ludność Morawian trudniła się głównie uprawą ziemi i rzemiosłem.
Jednym z najbardziej znanych rzemieślników, twórców ludowych, był Stefan Kwaśniewski – malarz, który słynął z malarstwa artystycznego domów, czego przykładem mogą być domy nadal stojące w Morawianach.